# Карагол, Тайна
Тайна Карагол (исп. Taína Caragol), также известная как Тайна Беатрис Карагол-Баррето (исп. Taína Beatriz Caragol-Barreto), — американский искусствовед, работник музея и писательница. В настоящее время (с 2013 года) она является куратором латиноамериканского искусства и истории в Национальной портретной галерее. Ранее она занимала должности в Музее современного искусства в Нью-Йорке и в Музее искусства де Понсе.

## Биография
Карагол имеет степень бакалавра современных языков Университета Пуэрто-Рико в Рио-Пьедрас и степень магистра французских исследований колледжа Миддлбери. В 2013 году она получила докторскую степень по истории искусства в Центре аспирантуры Городского университета Нью-Йорка. Её диссертация называлась «Бум и пыль: подъём латиноамериканского искусства в выставочных залах и аукционных домах Нью-Йорка, 1970–1980-е годы».
С 2013 года она является куратором латиноамериканского искусства и истории в Национальной портретной галерее в Вашингтоне, округ Колумбия. Карагол была нанята с одной стороны для диверсификации фондов музейных коллекций, а также для поощрения разнообразия в представлении музеев и американской идентичности на выставках. На момент найма Национальная портретная галерея насчитывала коллекцию из 22 000 произведений и содержала менее 1% латиноамериканских, 5% чёрных и менее 25% женских портретов. За первые 5 лет работы на этой должности она увеличила представительство латиноамериканцев до 2,5%, в основном за счёт около 150 новых работ латиноамериканских художников.
Ранее, с 2004 по 2007 год, она занимала должность латиноамериканского библиографа в Музее современного искусства в Нью-Йорке; и была куратором образования в Музее искусства де Понсе в Понсе, Пуэрто-Рико, в 2010 году.

## Избранные публикации
- Caragol, Taína. Unveiling the Unconventional, Kehinde Wiley's Portrait of Barack Obama // The Obama Portraits / Taína Caragol, Dorothy Moss, Richard Powell … [и др.]. — Princeton, New Jersey : Princeton University Press, 2020. — ISBN 9780691203294.
- Caragol, Taina, The Obama Portraits. Princeton University Press, 2020.
- Caragol, Taína. Archival Collections Guide: Survey of Archives of Latino and Latin American Art. — New York City, New York : Museum of Modern Art Library, 2006.
- Caragol, Taína B. (Fall 2005). Archives of Reality, Contemporary Efforts to Document Latino Art. American Art. 19 (3). Smithsonian American Art Museum. doi:10.1086/500224.